# 1992年バルセロナオリンピックのハンガリー選手団
1992年バルセロナオリンピックのハンガリー選手団（1992ねんバルセロナオリンピックのハンガリーせんしゅだん）は、1992年7月25日から8月9日にかけてスペインのカタルーニャ州バルセロナで開催された1992年バルセロナオリンピックのハンガリー選手団、およびその競技結果。

## 概要
今大会は金メダル11個、銀メダル12個、銅メダル7個の合計30個のメダルを獲得した。

## メダル
| メダル | 選手名                     | 競技 | 種目                 |
| ------ | -------------------------- | ---- | -------------------- |
| 金     | タマス・ダルニュイ         | 競泳 | 男子200m個人メドレー |
| 金     | タマス・ダルニュイ         | 競泳 | 男子400m個人メドレー |
| 金     | クリスティーナ・エゲルセギ | 競泳 | 女子100m背泳ぎ       |
| 金     | クリスティーナ・エゲルセギ | 競泳 | 女子200m背泳ぎ       |
| 金     | クリスティーナ・エゲルセギ | 競泳 | 女子400m個人メドレー |
| 金     | アンタル・コバチ           | 柔道 | 男子95kg以下級       |
| 金     | ヘンリエッタ・オノディ     | 体操 | 女子跳馬             |
| 銀     | ノルベルト・ロージャ       | 競泳 | 男子100m平泳ぎ       |
| 銀     | ノルベルト・ロージャ       | 競泳 | 男子200m平泳ぎ       |
| 銀     | トゥンデ・サボー           | 競泳 | 女子100m背泳ぎ       |
| 銀     | チャーク・ヨージェフ       | 柔道 | 男子65kg以下級       |
| 銀     | ハイトシュ・ベルタラン     | 柔道 | 男子71kg以下級       |
| 銀     | ヘンリエッタ・オノディ     | 体操 | 女子ゆか             |
| 銅     | アッティラ・ツェネ         | 競泳 | 男子200m個人メドレー |
| 銅     | チェース・イムレ           | 柔道 | 男子95kg超級         |